# Watashi no Shiawase na Kekkon
Watashi no Shiawase na Kekkon (わたしの幸せな結婚?  lit. Mi feliz matrimonio), también conocida como My Happy Marriage en inglés y Mi feliz matrimonio en español, es una serie de novelas ligeras japonesas escritas por Akumi Agitogi e ilustradas por Tsukiho Tsukioka. Se publicaron inicialmente en línea a través del sitio web de publicación de novelas Shōsetsuka ni Narō, y luego fueron adquiridas por Fujimi Shobō, quien ha lanzado nueve volúmenes desde el 15 de enero de 2019 bajo su sello Fujimi L Bunko.
Una adaptación al manga ilustrada por Rito Kohsaka se ha serializado en el servicio Gangan ONLINE de Square Enix desde diciembre de 2018, con sus capítulos recopilados en cinco volúmenes tankōbon hasta el momento. Una adaptación cinematográfica de imagen real se estrenó en Japón en marzo del 2023. 
Una serie de televisión de anime producida por Kinema Citrus se emitió de julio a septiembre de 2023. Una segunda temporada se emitirá de enero a abril de 2025. Se ha anunciado un nuevo proyecto de anime.

## Sinopsis
Teniendo lugar en la era de la restauración Meiji del siglo XIX, Miyo Saimori, que nació sin talento sobrenatural e inocente, se ve obligada a una existencia de servidumbre por su madrastra abusiva. Sin embargo, cuando Miyo finalmente llega a la edad de casarse, sus esperanzas de ser llevada a una vida mejor se desmoronan después de que descubre la identidad de su prometido: Kiyoka Kudō, un comandante aparentemente tan frío y cruel que sus posibles novias anteriores huyeron en tres días de sus compromisos. Sin un hogar al que regresar, Miyo se resigna a su destino y pronto descubre que su pálido y hermoso futuro esposo es cualquier cosa menos el monstruo que esperaba. A medida que lentamente abren sus corazones el uno al otro, ambos se dan cuenta de que pueden ser la oportunidad de encontrar el amor, la justicia y la felicidad verdaderas.

## Personajes
Miyo Saimori (斎森 美世 Saimori Miyo?)
 Seiyū: Reina Ueda, Alexa Navarro (español latino), Mio Imada (imagen real)
Miyo es la protagonista principal de esta historia. Ella es la hija mayor de una familia con talento sobrenatural, los Saimori. Tiene 19 años y nació sin talento sobrenatural. Su madrastra y su media-hermana menor la trataban como a una sirvienta y su propio padre la consideraba inútil y lo traicionó. Debido a los maltratos físicos y psicológicos que sufrió durante la mayor parte de su vida, Miyo ha desarrollado un autoestima muy bajo y una actitud totalmente sumisa, retraída y poco comunicativa. La casaron con Kiyoka Kudou, un "soldado despiadado" y cabeza de la famosa familia Kudou, solo para que pudiera ser "al menos útil" para los Saimori. Al ver que Kiyoka resultó ser más amable con ella quien ayudaba sobre su vida de alejarse del pasado, Miyo ha aumentado lentamente su sentido de autoestima y le ha dado una nueva convicción en la vida frente al maltrato de su familia. Miyo es secuestrada por orden de Minoru, el cual pretende obligarla a romper su compromiso con Kiyoka y casarse con su hijo mayor Kazushi para aprovecharse de la habilidad de los Usuba, pero más tarde es rescatada por Kiyoka. Tiempo después, Miyo conoce a su abuelo materno y jefe de los Usubas, Yoshirou Usuba. Miyo se ve obligada a quedarse en la residencia de los Usuba, donde se entera de la verdad: ella posee la habilidad de la visión de los sueños, la cual le permite ver el pasado y el futuro a través del sueño de una persona e incluso alterarlo. Debido a ello, su madre biológica Sumi Usuba tuvo que sellar sus poderes cuando era joven por temor de que la habilidad de su hija fuera explotada tanto en el clan Usuba como en el Saimori para encontrar la justicia sobre el futuro. Al enterarse de que Kiyoka quedó incosciente a causa del ataque de los Grotescos, Miyo usa sus poderes para salvarlo. Luego, Miyo y Kiyoka regresan a su pacífica vida cotidiana.
Kiyoka Kudō (久堂 清霞 Kudō Kiyoka?)
 Seiyū: Kaito Ishikawa, Rafael Escalante (español latino), Ren Meguro (imagen real)
El jefe de 27 años de la familia Kudou. Se le describe como un "soldado despiadado". Cualquiera que se convierte en su prometida huye después de solo tres días. Es piro cinético y trueno cinético. Al principio, él no parece preocuparse mucho por Miyo, pero luego comienza a preocuparse por ella y es más flexible y cariñoso con ella. Al enterarse del secuestro de Miyo, Kiyoka y Kouji se dirigen a la residencia Saimori y logra rescatarla. Luego Kiyoka oficializa su compromiso con Miyo. Días después Kiyoka se enfrenta con los Grotescos que amenazan la ciudad, pero no está de acuerdo de que Miyo se quede con los Usubas por lo que desafía a Arata a un duelo. Tras perder el duelo, Kiyoka regresa a luchar contra los Grotescos, pero queda inconsciente y queda atrapado en el mundo de los sueños luchando contra los Grotescos, por lo que Miyo usa sus poderes para salvarlo. Ellos regresan a su pacífica vida cotidiana.
Kaya Saimori (斎森 香耶 Saimori Kaya?)
 Seiyū: Ayane Sakura, Erika Langarica (español latino)
Kaya es la media hermana menor mimada y arrogante de Miyo que está comprometida con Kouji Tatsuishi (después separada), ella creció que tenía 16 años. Tiene los talentos sobrenaturales de la familia Saimori. Cuando miyo era tan hermosa por que Kaya es rechazada por sus abuelos paternos cuando era niña. A pesar de su educada apariencia pública, es bastante irrespetuosa y desagradable en sus acciones cuando cree que puede salirse con la suya, no solo con Miyo sino también con su prometido Kouji. Cuando ve a Kiyoka Kudou y se entera de que él es el prometido de su media hermana mayor, inmediatamente la venganza,le pide a su padre que termine el compromiso de Miyo y se comprometa con Kiyoka en su lugar, pero su solicitud es rechazada. Enojada, Kaya conspira con Minoru para secuestrar a Miyo y obligarla a romper su compromiso. Cuando Miyo es rescatada por Kiyoka, Kaya intenta convencerlo de aceptarla como esposa en vez de Miyo, pero es cruelmente rechazada. Más adelante como castigo, Kaya es enviada y obligada a trabajar como sirvienta en una casa común por la demanda de sus abuelos. 
Kōji Tatsuishi (辰石 幸次 Tatsuishi Kōji?)
 Seiyū: Kōtarō Nishiyama, Tommy Rojas (español latino)
Kouji es el segundo hijo bondadoso pero cobarde de la familia Tatsuishi que ha sido el único amigo y aliado de Miyo brevemente durante muchos años, además de poseer el poder de la telequinesis. Es el prometido de Kaya y el futuro jefe de la familia Saimori. Al enterarse del plan de su padre de secuestrar y obligar a Miyo a casarse con su hermano mayor, Kouji se enfurece e intenta atacarlo con sus poderes, pero es derrotado y encerrado. Liberado por Kazushi, Kouji ayuda a Kiyoka a rescatar a Miyo.
Urie (ゆり江?)
 Seiyū: Houko Kuwashima, Isabel Martiñón (español latino)
La anciana sirvienta de Kiyoka que ha trabajado para él desde que era un bebé.
Yoshito Godō (五道 佳斗 Godō Yoshito?)
 Seiyū: Hiro Shimono, Brandon Montor (español latino)
Yoshito es un soldado perteneciente a la Unidad Especial Anti-Grotesquerie y subordinado de Kiyoka.
Arata Tsuruki (鶴木 新 Tsuruki Arata?)
 Seiyū: Ryōhei Kimura, Elliot Leguizamo (español latino)
Arata es hijo del jefe de la familia Usuba y primo de Miyo. Trabaja para Tsuruki Trading Company como negociador. Tiene la habilidad de hacer ilusiones. Recibió órdenes del Emperador de separar a Miyo de Kiyoka para que ella se quede con los Usubas permanentemente debido a su existencia y habilidad. Cuando Miyo es convencida de quedarse con los Usuba para que pueda controlar sus poderes, Arata es desafiado en un duelo por Kiyoka, pero consigue derrotarlo mediante el uso de una ilusión. 
Kanoko Saimori (斎森 香乃子 Saimori Kanoko?)
 Seiyū: Kana Ueda, Sarah Souza (español latino)
Madrastra de Miyo, madre biológica de Kaya y la esposa actual de Shinichi. Ella atormentó sin piedad a Miyo cuando sus suegros rechazaron a su hija, Kaya sin favorecerse de ella,ya que es la hija de la fallecida exesposa de Shinichi, quien era su rival amorosa. Ella malcrió a su hija Kaya, diciéndole que debía estar por encima de Miyo y que no sea un "fracaso" como ella . Cuando Miyo es secuestrada y encerrada en un cobertizo por su venganza, Kanoko comenzó a golpearla e insultarla para obligarla a romper su compromiso con Kiyoka, alegando que una "sirvienta" e "inútil" como ella no es digna de casarse con un jefe de familia. Ante la negativa de Miyo de romper el compromiso, Kanoko intenta matarla estrangulándola hasta que es rescatada por Kiyoka. Ella queda horrorizada al ver la mansión incendiándose y maldice a Miyo y a Kiyoka culpándolos por su caída. Posteriormente, Kanoko es enviada a vivir en una residencia rural pobre con su marido, lo cual se vio obligada a separarse de su hija que obligaron y enviaron como sirvienta en la casa comun y aproximadamente decide vengarse a su hijastra pero fracasó que terminará las ideas por sus acciones. 
Shinichi Saimori (斎森 真一 Saimori Shin'ichi?)
 Seiyū: Hiroshi Yanaka, Víctor Delgado (español latino)
El jefe de la familia Saimori y el padre de Miyo y Kaya. Siempre favorece a Kaya sobre Miyo, debido a que Kaya heredó los talentos sobrenaturales de la familia Saimori y porque ama a Kanoko más que a la madre de Miyo cuando decidió a demandar a su padres y a la familia Usaba por su culpa engañandoce y traicionarse en su vida que maldijiera el fraude. Después del secuestro de Miyo Saimori y la pérdida de la mansión Saimori, Shinichi es enviado a vivir a una residencia rural más pequeña con su esposa cuando fueron desterrados y exiliados.Y luego obligaron a kaya como sirvienta por sus padres en la demanda y luego de ser fracasado por ser pobre en sus acciones.    
Minoru Tatsuishi (辰石 実 Tatsuishi Minoru?)
 Seiyū: Kenyu Horiuchi, Ulises Maynardo Zavala (español latino)
El anterior jefe de la familia Tatsuishi y el padre de Kazushi y Kouji. Para asegurar la prosperidad de su clan, Minoru quería obligar a Miyo casarse con su hijo mayor Kazushi debido a su conexión con la familia Usuba. Al enterarse de que Miyo se casará con Kiyoka, Minoru planea el secuestro de Miyo, con Kaya como cómplice y la encierra en el cobertizo de la mansión Saimori. Luego se enfrenta contra Kiyoka para impedir que éste rescatara a Miyo, pero es derrotado. Además, el enfrentamiento entre ambos ocasiona el incendio de la mansión Saimori. Más tarde Minoru se vio obligado a pasar su puesto a Kazushi como jefe de familia de ser despojado.
Kazushi Tatsuishi (辰石 一志 Tatsuishi Kazushi?)
 Seiyū: Toshinari Fukamachi, Gerry Ortega (doblaje latino)
El hijo mayor de Minoru Tatsuishi y el hermano mayor de Kouji. Contrario al deseo de su padre, Kazushi se opuso comprometerse con Miyo y liberó a su hermano para que éste pudiera rescatarla. Más tarde se convierte en el actual jefe de la familia Tatsuishi debido a que su padre estuvo involucrado en el secuestro de Miyo y actualmente está bajo la supervisión de Kiyoka Kudou y lo obliga a su padre por el puesto y despojandole por su culpa. 
Sumi Saimori (斎森澄美 Saimori Sumi?)
 Seiyū: Noriko Hidaka, Georgina Sánchez (doblaje latino)
La antigua esposa de Shinichi y la madre biológica de Miyo, quien heredó su hermosa apariencia. Ella nació con una enfermedad, lo que hizo que tuviera un cuerpo frágil. Sumi también era una miembro de la familia Usuba. Debido a una deuda económica que atravesaba el negocio familiar de los Usuba (lo cual fue planeado por el Emperador para provocar la caída de los Usuba), la familia Saimori le ofrecieron su ayuda a los Usuba si Sumi se casaba con Shinichi, lo que Sumi aceptó en contra de los deseos de Yoshirou (antes que su padre cometerá el error cuando fue muy fraude). Ante el temor de que la habilidad de su hija sea explotada por las familias Saimori y Usuba, Sumi selló los poderes de Miyo donde buscaba en justicia cuando todavía era una niña pequeña. Poco después, Sumi falleció.
Hana Kanao (金尾 花 Kanao Hana?)
 Seiyū: Mamiko Noto, Rosalinda Márquez (doblaje latino)
Hana fue una sirvienta que trabajó para la familia Saimori y la única que estuvo de parte de Miyo como ahijada y se opuso a los maltratos físicos y psicológicos que sufría desde su infancia motivo por el cual fue despedida de su trabajo. Sin embargo contrario a lo que se pudiera pensar, ella siguió adelante con su vida, regresando al pueblo donde viven sus padres, casándose y teniendo un hijo. Es encontrada por Kiyoka para ayudar a Miyo a salir de su depresión después de un desafortunado reencuentro con su hermanastra Kaya en donde fue maltratada una vez más y así que Kaya se convierta a obligarse como sirvienta. 
Hazuki Kudō (久堂 葉月 Kudō Hazuki?)
 Seiyū: Yōko Hikasa, Adriana Casas (doblaje latino)
Es la hermana mayor de Kiyoka y futura cuñada de Miyo. Es también la exesposa de Masashi Ookaito y la madre de Asahi Ookaito. Se convierte en tutora de Miyo.
Masashi Ookaito (大海渡 征 Ōkaito Masashi?)
 Seiyū: Kenta Miyake, Octavio Rojas (doblaje latino)
Es el oficial superior de Kiyoka Kudo, el exmarido de Hazuki y el padre de Asahi.
El Emperador (帝 Mikado?)
 Seiyū: Takayuki Sugō, Alejandro Villeli (Doblaje latino)
Era el gobernante de Japón en la era de la Restauración Meiji del siglo XIX. Desde que era príncipe heredero más joven, le tiene especial miedo el Don de la Visión de los Sueños, una habilidad sobrenatural que podría incluso superar el Don de la Revelación Divina que él mismo posee. Ha estado atrapado por una sensación de peligro durante mucho tiempo, temiendo que si la Revelación Divina fuera inferior al Don de la Visión de los Sueños, tanto él como su familia serían expulsados de su posición. Debido a ello el Emperador planeó debilitar aún más el poder de los Usubas, con la idea de que incluso si naciera un usuario del Don de la Visión de los Sueños, no representarían una amenaza mientras la familia Usuba estaba al borde de la ruina. Sin embargo, su mayor temor se volvió realidad cuando Miyo despertó su habilidad de la Visión de los Sueños y estaba comprometida con un miembro del clan , por lo que ordena a Arata llevarla a los Usuba para quedarse permanentemente. Luego, ordena liberar a los Grotescos de la Lápida para que ataquen a Kiyoka con la esperanza de que muriera, pero solo consigue hacerlo quedar inconsciente y atraparlo en el mundo de los sueños. Cuando se entera del intento de Miyo de rescatar a Kiyoka, el Emperador intenta destruir a Miyo y Kiyoka en el mundo de los sueños, pero el poder combinado de ellos lo abruma y lo derrota mientras los Grotescos son destruidos.
Takaihito (堯人?)
 Seiyū: Akira Ishida, Alán Velázquez (Doblaje latino)
Es el hijo menor heredero al trono de Japón y el Segundo príncipe del imperio.
Yoshirou Usuba (薄刃 義浪 Usuba Yoshirō?)
 Seiyū: Kōsei Hirota
El abuelo de Miyo y Arata. A pesar de que el padre de Arata (su hijo) es el jefe de los Usubas, Yoshirou en realidad está a cargo de la familia. Cuando los poderes de Miyo se manifiestan por primera vez, Yoshirou le ofrece a Kiyoka su ayuda para que Miyo controle sus poderes si Kiyoka está dispuesto a dejar que Miyo se quede con su familia materna, después de la muerte de su hija, Shinichi lo traicionó de su vida a engañandoce en su contra por la demanda por ser fraude, amenazando al emperador y Minoru también y eso explicando que Miyo tiene la capacidad de intervenir en los sueños de una persona y por eso seguirá teniendo pesadillas.
Tadakiyo Kudou (久堂 正清 Kudō Tadakiyo?)
 Seiyū: Ryōtarō Okiayu, Óscar Flores (doblaje latino) 
El esposo de Fuyu y padre de Hazuki y Kiyoka. Tiene una apariencia juvenil y una personalidad ligera. Su gusto por las mujeres es exactamente opuesto al de Kiyoka, y se aprovecha de su orgullosa y egoísta esposa, Fuyu.
Fuyu Kudou (久堂 芙由 Kudō Fuyu?)
 Seiyū: Kikuko Inoue, Anabel Méndez (doblaje latino) 
La esposa de Tadakiyo y madre de Hazuki y Kiyoka. Le encanta el lujo y tiene mal carácter, y es la razón por la que Kiyoka odiaba a las mujeres. Su marido Masakiyo la llama "Fuyu-chan". Ella ve a Miyo como una "desvergonzada" que se aprovecha de su hijo del que estaba tan orgullosa, sacándole todo lo que tenía al ganarse su compasión.
Kaoruko Jinnouchi (Jinnōchi Kaoruko 陣之内薫子?)
 Seiyū: Haruka Tomatsu, Adriana Olmedo 
Ella fue la anterior candidata a ser la prometida de Kiyoka Kudo, sin embargo actualmente ella trabaja como su guardaespaldas. Ella y Miyo se convierten en amigas. 
Naoshi Usui (甘水 直 Usui Naoshi?)
 Seiyū: Yūya Uchida, José Gilberto Vilchis (doblaje latino) 
El fundador de la "Comunión de los Dotados", una secta que planea derrocar a la sociedad. Él es de la familia Usui, una rama de la familia Usuba, y una vez fue uno de los candidatos a un prometido de Sumi. Es el primo de sumi Usaba posiblemente que fuera cercano a ella por siempre en su infancia. Posee el don de Opinokinesis, que le permite manipular los cinco sentidos. Cuando era niño, fue tratado como un niño problemático debido a su mal comportamiento, y aunque una vez fue rehabilitado a través de la interacción con Sumi de quien acabó enamorándose, debido a un complot del Emperador, Sumi se vio obligada a casarse con un miembro de la familia Saimori en términos equivalentes, pero Shinichi lo traicionó por la demanda. Llegó a odiar al actual Emperador y a la familia tatsuishi:minoru quien había orquestado la situación detrás de escena. Basado en la idea de que el poder sobrenatural "Tenkai" transmitido a la familia del Emperador es inferior a la habilidad sobrenatural "El poder de los sueños" de la familia Usuba, considera que el gobierno de la familia del Emperador es injusto, por lo que planea derrocar el imperio y convertir a Miyo en la nueva reina.

## Medios

### Novela ligera
Escrito por Akumi Agitogi, la novela ligera comenzó a publicarse en línea a través del sitio web de publicación de novelas generado por el usuario Shōsetsuka ni Narō. La serie fue adquirida más tarde por Fujimi Shobō, quien comenzó a publicar las novelas con ilustraciones de Tsukiho Tsukioka el 15 de enero de 2019, bajo su sello Fujimi L Bunko, y hasta el momento se han publicado nueve volúmenes. Yen Press publica las novelas en inglés.

#### Lista de volúmenes
| N.º | Fecha de lanzamiento     | ISBN original          |
| --- | ------------------------ | ---------------------- |
| 1   | 15 de enero de 2019      | ISBN 978-4-04-073019-6 |
| 2   | 13 de julio de 2019      | ISBN 978-4-04-073253-4 |
| 3   | 15 de febrero de 2020    | ISBN 978-4-04-073473-6 |
| 4   | 15 de septiembre de 2020 | ISBN 978-4-04-073725-6 |
| 5   | 15 de julio de 2021      | ISBN 978-4-04-073948-9 |
| 6   | 15 de julio de 2022      | ISBN 978-4-04-074601-2 |
| 7   | 14 de julio de 2023      | ISBN 978-4-04-075039-2 |
| 8   | 15 de marzo de 2024      | ISBN 978-4-04-075110-8 |
| 9   | 14 de marzo de 2025      | ISBN 978-4-04-075697-4 |

### Manga
Una adaptación de manga ilustrada por Rito Kohsaka comenzó la serialización en línea a través del servicio Gangan ONLINE de Square Enix el 20 de diciembre de 2018. Square Enix recopila sus capítulos individuales en volúmenes tankōbon. El primer volumen fue publicado el 12 de septiembre de 2019, y hasta el momento se han lanzado cinco volúmenes. En América del Norte, Square Enix obtuvo la licencia del manga para su publicación en inglés.

#### Lista de volúmenes
| N.º | Fecha de lanzamiento     | ISBN original          |
| --- | ------------------------ | ---------------------- |
| 1   | 12 de septiembre de 2019 | ISBN 978-4-75-756293-6 |
| 2   | 9 de septiembre de 2020  | ISBN 978-4-75-756777-1 |
| 3   | 1 de septiembre de 2021  | ISBN 978-4-75-757499-1 |
| 4   | 11 de noviembre de 2022  | ISBN 978-4-7575-7765-7 |
| 5   | 11 de julio de 2024      | ISBN 978-4-7575-9216-2 |

### Anime
El 5 de abril de 2022 se anunció una adaptación al anime. Está producida por Kinema Citrus y dirigida por Takehiro Kubota, con la supervisión y los guiones gráficos a cargo de Takao Abo, guiones escritos por Ami Satō, Takahito Ōnishi y Momoka Toyoda, diseños de personajes de Shōko Yasuda y la banda sonora compuesta por Evan Call. La serie se estrenó el 3 de julio de 2023. La serie fue transmitida por todo el mundo en Netflix incluyendo el doblaje en español latino. El tema de apertura es «Anata no Soba ni», de Riria, mientras que el tema de cierre es «Vita Philosophica», por Kashitarō Itō. Una animación de video original (OVA) se incluyó con la edición especial del octavo volumen de la novela ligera, que se lanzó el 15 de marzo de 2024. El OVA se estrenó en Netflix el 22 de noviembre del mismo año.
Se anunció una segunda temporada después de la emisión del duodécimo episodio. Masayuki Kojima dirigirá la temporada junto a Takehiro Kubota, mientras que Ami Satō será la única guionista principal y también coescribirá el guion junto a Misato Hashiba, Fūka Ishii y Momoka Toyoda. La tercera temporada se emitió del 6 de enero al 9 de abril de 2025.
Se anunció un nuevo proyecto de anime después de la emisión del final de la segunda temporada.

### Imagen real
El 25 de abril de 2022 se anunció una adaptación cinematográfica de imagen real. Está dirigida por Ayuko Tsukahara, basada en un guion escrito por Tomoe Kanno. La película se estrenó en Japón en el segundo trimestre de 2023.

## Recepción
En 2020, la adaptación de manga ocupó el octavo lugar en el Next Manga Award en la categoría de manga web. Ocupó el sexto lugar en la edición de 2021 de Kono Manga ga Sugoi! de Takarajimasha, en la lista de los mejores manga para lectoras. En 2022, el manga fue nominado al mejor manga shōjo en el 46.º Premio Kodansha Manga.